# Chiến dịch chống lãng phí
Chiến dịch chống lãng phí là chiến dịch đặc biệt, dài hơi được Tổng Bí thư Đảng Cộng sản Việt Nam Tô Lâm khởi xướng từ 13 tháng 10 năm 2024 – tức là 72 ngày sau khi ông chính thức nhậm chức Tổng bí thư. Chiến dịch kéo dài qua nhiều năm nhằm giải quyết các tồn đọng, vi phạm lãng phí đã tồn tại nhiều năm trước đó.

## Bối cảnh trước chiến dịch
Trong rất nhiều năm, các dự án, công trình... bị quản lý kém và thiếu trách nhiệm... đã gây ra tình trạng lãng phí rất lớn và kéo dài. Từ cuối 2023, khoảng 1 năm trước chiến dịch chống lãng phí này, Bộ Tài chính đã điểm danh gần 1.000 dự án lãng phí, không hiệu quả và công bố trên trang web của Bộ. Bộ trưởng Bộ Tài chính Hồ Đức Phớc đã thừa ủy quyền của Thủ tướng ký báo cáo của Chính phủ gửi Quốc hội về tình hình thực hiện nghị quyết 74 của Quốc hội về đẩy mạnh việc thực hiện chính sách, pháp luật về thực hành tiết kiệm, chống lãng phí. Trong báo cáo, Bộ trưởng Phớc đã báo cáo rõ về tình hình xử lý đối với gần 1.000 dự án "treo", không hiệu quả, lãng phí.
Kết quả với 51 dự án, cụm dự án sử dụng vốn đầu tư công và vốn nhà nước khác không hiệu quả hoặc lãng phí, có 8 dự án đã khắc phục tồn tại và đưa vào hoạt động; 1 dự án đã thực hiện thu hồi, thanh lý tài sản. Đối với 13 dự án, chuỗi dự án trọng điểm trong lĩnh vực điện, than, dầu khí chậm tiến độ, kết quả rà soát, xử lý cho thấy 1 dự án đang triển khai thực hiện; các dự án còn lại đang rà soát, xử lý theo quy định. 314/880 dự án không đưa đất hoặc chậm đưa đất vào sử dụng được xử lý.

## Tuyên bố khởi đầu
Dấu mốc khởi đầu của "Chiến dịch chống lãng phí" là bài phát biểu "Chống lãng phí" của Tổng Bí thư, Chủ tịch nước Tô Lâm, được đăng trên báo chí như báo Tuổi Trẻ ngày 13 tháng 10 năm 2024, nhấn mạnh tầm quan trọng của việc phòng, chống lãng phí trong bối cảnh Việt Nam đang bước vào giai đoạn phát triển mới. Ông khẳng định rằng lãng phí là một vấn đề nghiêm trọng, tương đương với tham nhũng và tiêu cực, đòi hỏi sự quyết liệt và đồng bộ từ toàn hệ thống chính trị để xây dựng một xã hội tiết kiệm, hiệu quả. Tổng bí thư Tô Lâm chỉ ra rằng công tác này không chỉ góp phần vào thành công của công cuộc đổi mới mà còn là nền tảng để Việt Nam vươn tới mục tiêu trở thành quốc gia phát triển vào năm 2045. Ông nhấn mạnh: “Kết quả thực hành tiết kiệm, chống lãng phí đã góp phần đưa công cuộc đổi mới đạt những thành tựu vĩ đại”, cho thấy sự liên kết chặt chẽ giữa tiết kiệm và tiến bộ quốc gia.
Trong bài phát biểu, Tổng Bí thư, Chủ tịch nước Tô Lâm đã liệt kê nhiều biểu hiện lãng phí phổ biến hiện nay, từ thủ tục hành chính rườm rà, dịch vụ công trực tuyến chưa thông suốt, đến việc quản lý tài sản công và tài nguyên thiên nhiên kém hiệu quả. Ông chỉ trích tình trạng “lãng phí thời gian, công sức của doanh nghiệp, cá nhân khi thủ tục hành chính rườm rà”, đồng thời nhấn mạnh lãng phí cơ hội phát triển do bộ máy nhà nước hoạt động chưa hiệu quả và một bộ phận cán bộ thiếu trách nhiệm. Ông cũng đề cập đến sự chậm trễ trong giải ngân vốn đầu tư công, cổ phần hóa doanh nghiệp nhà nước, và xử lý tài sản công như nhà, đất, cho rằng đây là những điểm nghẽn cần khắc phục ngay lập tức. Tô Lâm kêu gọi cải cách pháp luật dựa trên thực tiễn, lấy người dân và doanh nghiệp làm trung tâm, đồng thời hoàn thiện các quy định để xử lý nghiêm các hành vi lãng phí.
Về giải pháp, Tổng Bí thư, Chủ tịch nước Tô Lâm yêu cầu triển khai các biện pháp đồng bộ và quyết liệt, biến chống lãng phí thành hành động tự giác của cán bộ, đảng viên và nhân dân. Ông nhấn mạnh: “Công tác phòng, chống lãng phí cần được triển khai quyết liệt, đồng bộ với những giải pháp hữu hiệu”, nhằm tạo sự lan tỏa mạnh mẽ trong xã hội. Ông đề xuất rà soát các quy định pháp luật, nâng cao hiệu quả quản lý tài sản công, ứng dụng công nghệ thông tin và chuyển đổi số để giảm thiểu thất thoát. Ngoài ra, Tô Lâm kêu gọi nâng cao ý thức tiết kiệm trong sản xuất và tiêu dùng, đồng thời cải cách thủ tục hành chính để giảm chi phí và thời gian cho người dân, doanh nghiệp. Ông khẳng định Việt Nam đang đứng trước cơ hội lịch sử để định hình tương lai, và chống lãng phí là yếu tố then chốt để tận dụng cơ hội này.
Bài phát biểu là lời kêu gọi hành động và còn là đưa ra tầm nhìn chiến lược nhằm xây dựng một đất nước bền vững và thịnh vượng hơn. Ông kết luận rằng chống lãng phí phải trở thành văn hóa ứng xử trong thời đại mới, góp phần đưa Việt Nam bước vào “kỷ nguyên vươn mình của dân tộc”. Với sự chỉ đạo rõ ràng và những giải pháp cụ thể, bài viết này đã đặt nền móng cho một cuộc chiến toàn diện chống lại “giặc nội xâm” lãng phí, khẳng định vai trò lãnh đạo của Đảng trong việc thúc đẩy phát triển kinh tế - xã hội.

## Diễn biến
Chiến dịch chống lãng phí được khởi động ngay sau đó, trong cuối năm 2024. Một số vụ việc lần lượt được điểm tên và thực hiện điều tra tuần tự.
Ngày 30/10/2024, Tổng Bí thư Tô Lâm, Trưởng Ban Chỉ đạo Trung ương về phòng, chống tham nhũng, lãng phí, tiêu cực, chỉ đạo: “Dứt khoát phải có địa chỉ chịu trách nhiệm khi để xảy ra lãng phí, vì đây là tài sản của Nhà nước, tiền của Nhân dân”. Ông nhấn mạnh dự án giải quyết ngập do triều cường tại TP Hồ Chí Minh, dù đã đầu tư lớn qua 2 nhiệm kỳ nhưng người dân vẫn chịu ngập lụt. Tổng Bí thư cũng chỉ ra lãng phí từ các dự án điện năng lượng tái tạo, như điện gió và mặt trời, đã xây dựng nhưng chưa kết nối vận hành, gây thất thoát nguồn lực. Các dự án này cho thấy sự chậm trễ và thiếu trách nhiệm trong quản lý đầu tư công. Phó Trưởng Ban Nội chính Trung ương Nguyễn Hữu Đông thông tin thêm, hiện có 9 dự án trong lĩnh vực xây dựng; 22 dự án trong lĩnh vực điện lực, công nghiệp than khoáng sản; 15 dự án trong lĩnh vực giao thông; 7 dự án trong lĩnh vực giáo dục văn hóa thể thao du lịch; 4 dự án trong lĩnh vực nông nghiệp là những dự án cần được quan tâm về vấn đề lãng phí, tập trung chỉ đạo.
Ngày 25/03/2025, Ban Chỉ đạo Trung ương về phòng, chống tham nhũng, lãng phí, tiêu cực đã thống nhất đưa 4 vụ án, vụ việc có dấu hiệu lãng phí vào diện theo dõi, chỉ đạo, gồm:
1. Vụ án "vi phạm quy định về quản lý, sử dụng tài sản nhà nước gây thất thoát, lãng phí" liên quan đến sai phạm tại dự án tòa nhà trung tâm điều hành và giao dịch thương mại, Tổng công ty Xi măng Việt Nam (VCEM).
2. Dự án thủy điện Hồi Xuân, tỉnh Thanh Hóa.
3. Dự án xây dựng trụ sở Bộ Ngoại giao.
4. Tiểu dự án 2 (Lim - Phả Lại), thuộc dự án tuyến đường sắt Yên Viên - Phả Lại - Hạ Long - Cái Lân.

## Các vụ việc điển hình nhất

### Dự án xây dựng trụ sở mới của Bộ Ngoại giao
Dự án tại đường Lê Quang Đạo, Hà Nội, khởi công năm 2009 với vốn đầu tư ban đầu 3.484 tỷ đồng, sau điều chỉnh lên 4.022 tỷ đồng (2014), nhưng đến nay chỉ sử dụng một phần nhỏ, phần lớn bỏ không dù đã hoàn thiện nhiều hạng mục. Tổng Bí thư, Chủ tịch nước Tô Lâm yêu cầu xử lý nghiêm các dự án chậm tiến độ, đề xuất phương án sử dụng trước 30/6/2025, tránh thất thoát tài sản công. Kiểm toán Nhà nước (2017) từng chỉ ra các gói thầu vượt tổng mức đầu tư, ký hợp đồng gần 4.689 tỷ đồng, chậm tiến độ từ 5 đến 60 tháng, kiến nghị xử lý tài chính hơn 260 tỷ đồng..

### Vụ xây dựng cụm bệnh viện ở tỉnh Hà Nam
Kết luận thanh tra về dự án cụm bệnh viện bao gồm Bệnh viện Bạch Mai - cơ sở 2 và Bệnh viện Việt Đức - cơ sở 2, công bố trên *Vietnamnet* ngày 3/11/2024, chỉ ra sai phạm cụ thể của nguyên Bộ trưởng Y tế Nguyễn Thị Kim Tiến và các cá nhân liên quan. Các vi phạm gồm: phê duyệt thuê tư vấn nước ngoài trái Luật Đấu thầu khi chưa chứng minh tư vấn trong nước không đáp ứng; hợp đồng tư vấn đội giá, gây thiệt hại 80 tỷ đồng; đấu thầu gói thầu thiết bị y tế Bạch Mai 01 có hành vi bị cấm, giá thiết bị cao gấp 3 lần giá nhập khẩu (13,2 tỷ đồng so với 4 tỷ đồng), nguy cơ thất thoát lớn. Dự án dừng thi công từ 2021, gây lãng phí hơn 1.200 tỷ đồng, gồm 217,1 tỷ đồng khấu hao 4 năm và 453,4 tỷ đồng lãi vay vốn ngân sách không sử dụng. Thanh tra Chính phủ chuyển hồ sơ sang Bộ Công an điều tra, yêu cầu xử lý nghiêm để đảm bảo minh bạch và hiệu quả ngân sách.

### Dự án chống ngập tại TP Hồ Chí Minh
Dự án ngăn triều chống ngập TP Hồ Chí Minh, khởi công năm 2016 với kinh phí gần 10.000 tỷ đồng, đến nay vẫn chưa hoàn thành dù đạt 90% tiến độ từ năm 2018. Dự kiến xong năm 2018, công trình bị tạm dừng từ năm 2020 do vướng nguồn vốn và thủ tục, gây lãng phí nghiêm trọng. Mỗi ngày, lãi vay phát sinh 1,75 tỷ đồng, tổng chi phí phát sinh ước tính 4.000 tỷ đồng, trong đó lãi vay khoảng 2.000 tỷ đồng. Các cống như Phú Xuân (90%), Mương Chuối (93%), Cây Khô (86%) vẫn dang dở, khiến người dân tiếp tục chịu ngập. Chủ đầu tư đề xuất điều chỉnh tổng mức đầu tư và cần vốn để hoàn thành vào cuối năm 2025, nhưng tiến độ vẫn chưa rõ ràng.

### Các dự án điện năng lượng tái tạo đã xây dựng chưa được kết nối vận hành
Các dự án này trải dài trên nhiều địa bàn và có nhiều dự án đã hoàn thành song chưa vận hành được, gây lãng phí lớn.

### Dự án tòa tháp Vicem
Nằm trên đường Phạm Hùng, Hà Nội, do Tổng công ty Xi măng Việt Nam (Vicem) đầu tư từ năm 2010, có quy mô 31 tầng nổi, 4 tầng hầm, diện tích xây dựng 2.800 m2 trên khu đất 8.500 m2. Tổng mức đầu tư ban đầu 1.951 tỷ đồng, sau điều chỉnh lên 2.743 tỷ đồng (2011), nhằm xây trụ sở, hội trường và dịch vụ thương mại. Công trình hoàn thành phần thô, cất nóc tháng 8/2015 nhưng bị bỏ hoang đến nay. Ngày 25/3/2025, Ban Chỉ đạo Trung ương về phòng, chống tham nhũng, lãng phí đưa dự án vào diện theo dõi do có dấu hiệu lãng phí. Ngày 5/3/2025, C03 Bộ Công an khởi tố 4 cựu lãnh đạo Vicem, gồm Lê Văn Chung, về tội vi phạm quản lý tài sản Nhà nước gây thất thoát. Cùng ngày, Vicem tái khởi động dự án với gói thầu lắp dựng facade.

### Dự án thủy điện Hồi Xuân
Dự án thủy điện Hồi Xuân tại huyện Quan Hóa, tỉnh Thanh Hóa, khởi công năm 2010 với vốn đầu tư 3.300 tỷ đồng, công suất 102 MW, nhằm cung cấp điện và hỗ trợ kinh tế địa phương. Tuy nhiên, sau 15 năm, dự án vẫn dang dở do chủ đầu tư, Công ty CP Đầu tư và Xây dựng điện Hồi Xuân, thiếu vốn. Đến năm 2018, công trình đạt 93% khối lượng nhưng dừng thi công, gây ảnh hưởng đời sống dân cư vùng tái định cư. Năm 2025, dự án được Ban Chỉ đạo Trung ương về phòng, chống tham nhũng, lãng phí đưa vào diện theo dõi. Ngày 25/3/2025, Tổng Bí thư, Chủ tịch nước Tô Lâm yêu cầu đẩy nhanh tiến độ, sớm vận hành trước 30/6/2025. Hiện, tỉnh Thanh Hóa và các bộ ngành đang phối hợp tháo gỡ khó khăn tài chính.

### Dự án đường sắt Yên Viên - Phả Lại - Hạ Long - Cái Lân
Riêng dự án này có trị giá 7.663 tỷ đồng từ trái phiếu Chính phủ, khởi công tháng 5/2005, dài 131 km qua Hải Dương, thiết kế tốc độ 120 km/h để kết nối kinh tế Bắc Bộ. Sau 19 năm (tính đến 2024), dự án chưa hoàn thành do thiếu vốn. Đến 2010, chỉ xong 30 km đoạn Yên Viên - Lim, 11 cầu, 5 hầm, tiêu tốn hàng nghìn tỷ đồng, nhưng đoạn Phả Lại - Chí Linh - Hạ Long dang dở, công trình xuống cấp, cỏ mọc um tùm. Năm 2019, Bộ GTVT cho biết sẽ tiếp tục khi có vốn, song đến nay vẫn ì ạch. Dự án kéo dài gần 2 thập kỷ, gây lãng phí lớn tài sản nhà nước.

## Các cột mốc chính của chiến dịch
Ngày 03/08/2024: Ban Chấp hành Trung ương Đảng khóa XIII đã họp và bầu Chủ tịch nước Tô Lâm làm Tổng Bí thư khoá XIII của Đảng cộng sản Việt Nam với 100% phiếu tán thành.
Ngày 13/10/2024: Công bố bài viết "Chống lãng phí" trên các phương tiện truyền thông đại chúng.